# SBF Visa Group
SBF Visa Group est un constructeur de manèges et de montagnes russes en Italie.